# Port lotniczy Chimoio
Port lotniczy Chimoio (port. Aeroporto Chimoio, IATA: VPY, ICAO: FQCH) – port lotniczy zlokalizowany w Chimoio, w Mozambiku.

## Linie lotnicze i połączenia
| Linia Lotnicza          | Kierunek                      |
| ----------------------- | ----------------------------- |
| LAM Mozambique Airlines | 1. Beira 2. Maputo 3. Xai Xai |